# Tosktjärnen, Dalarna
Tosktjärnen är en tjärn i Malung-Sälens kommun och Vansbro kommun i Dalarna och ingår i Dalälvens huvudavrinningsområde. Sjön har en area på 0,0874 kvadratkilometer och ligger 332,4 meter över havet.

## Delavrinningsområde
Tosktjärnen ingår i det delavrinningsområde (670122-139754) som SMHI kallar för Mynnar i Granan. Medelhöjden är 344 meter över havet och ytan är 9,78 kvadratkilometer. Det finns inga avrinningsområden uppströms utan avrinningsområdet är högsta punkten. Vallsbäcken som avvattnar avrinningsområdet har biflödesordning 4, vilket innebär att vattnet flödar genom totalt 4 vattendrag innan det når havet efter 352 kilometer. Avrinningsområdet består mestadels av skog (54 procent) och sankmarker (42 procent). Avrinningsområdet har 0,09 kvadratkilometer vattenytor vilket ger det en sjöprocent på 0,9 procent.

## Fiske
Fiskekort från Malungs FVOF krävs för personer som är 15 år eller äldre för att få fiska i tjärnen. Utsättning av röding och öring sker varje år.